# Madeleine Dupont
Madeleine Dupont (* 26. Mai 1987 in Glostrup) ist eine dänische Curlerin. Sie spielt auf der Position des Skip.

## Karriere
2002 gewann sie als Ersatzspielerin im dänischen Team von Dorthe Holm bei der Europameisterschaft die Silbermedaille. Bei der Europameisterschaft 2008 spielte sie an der Position des Fourth im Team von Skip Angelina Jensen und gewann die Bronzemedaille. Im darauffolgenden Jahr konnte das Team diesen Erfolg bei der Europameisterschaft in Aberdeen wiederholen. Die Round Robin hatte das Team als Zweiter abgeschlossen, verlor danach aber das Page-Playoffs-Spiel gegen die Schweiz und das Halbfinale gegen Deutschland mit Skip Andrea Schöpp. Bei ihrer nächsten Teilnahme an einer Europameisterschaft wurde sie 2016 im Team um Skip Lene Nielsen Fünfter. Im darauffolgenden Jahr spielte sie als Skip des dänischen Team und kam auf den achten Platz. Bei der Europameisterschaft 2018 führte sie ihr Team auf Platz sieben.
Im Februar 2010 nahm Dupont als Mitglied des von Angelina Jensen geführten dänischen Teams an den Olympischen Winterspielen 2010 in Vancouver (Kanada) teil. Die Mannschaft belegte den fünften Platz. Im Dezember 2017 sicherte sie Dänemark mit ihrer Schwester Denise Dupont (Third), Julie Høgh (Second), Mathilde Halse (Lead) und Lina Knudsen (Alternate) durch einen Finalsieg gegen die italienische Mannschaft um Diana Gaspari beim Olympischen Qualifikationsturnier in Pilsen einen der beiden letzten Startplätze für die Olympischen Winterspiele 2018 in Pyeongchang. Dort kam sie mit dem dänischen Team nach einem Sieg und acht Niederlagen in der Round Robin auf den zehnten und letzten Platz.
Dupont hat mehrfach an den Weltmeisterschaften teilgenommen. 2007 gewann sie mit dem Team von Angelina Jensen die Silbermedaille und 2009 die Bronzemedaille.

## Privatleben
Dupont stammt aus einer Curling-Familie. Ihre Mutter Gitte gewann mit dem dänischen Team bei der Weltmeisterschaft 1990 die Bronzemedaille und ihr Vater Kim nahm an den Juniorenweltmeisterschaften 1980 und 1981 teil. Ihre Schwester Denise spielt mit ihr im gleichen Team und ihr Bruder Oliver spielt in der dänischen Herrennationalmannschaft unter Rasmus Stjerne.

## Aktuelle Teammitglieder
- Denise Dupont
- Julie Høgh
- Mathilde Halse
- Lina Knudsen